# Chợ đêm

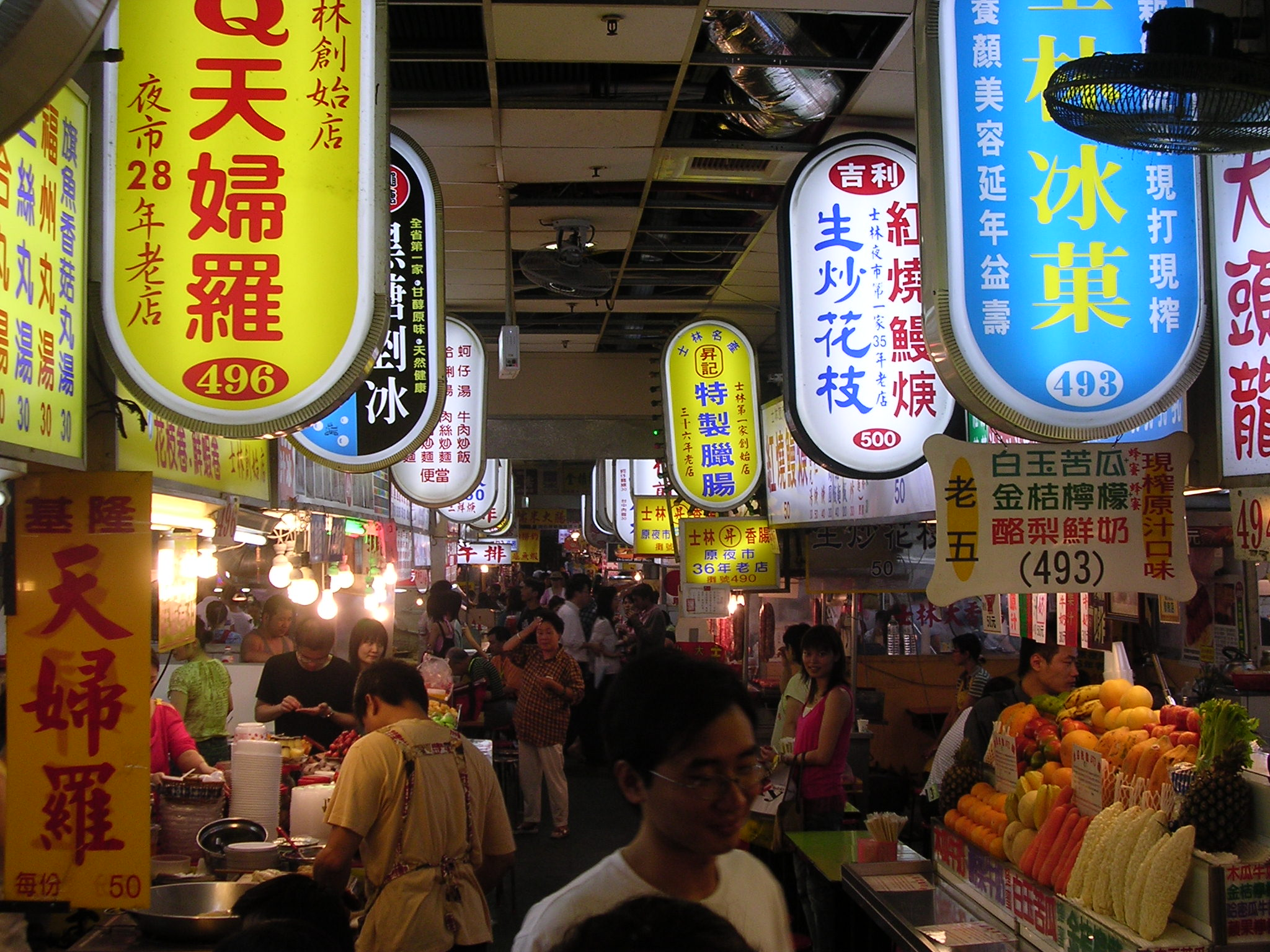
Một chợ đêm ở Đài Loan

Chợ đêm là những loại hình chợ hay chợ phố chuyên hoạt động vào ban đêm, loại hình chợ này bên cạnh hoạt động mua bán, mậu dịch thì thường dành riêng cho du khách đi dạo, nhàn nhã, tham quan, mua sắm, và ăn uống những thức ăn đường phố. Chợ đêm bày bán các mặt hàng tiêu dùng, áo quần, vải vóc, thức ăn làm sẵn... ít khi bày bán các đồ thịt, đồ tươi, hải sản như các loại chợ truyền thống khác.

## Trên thế giới
Những chợ đêm nổi tiếng nhất là khu vực những người ở Đài Loan, nó cũng tồn tại trong các khu vực khác nơi sinh sống của người Tàu như Hồng Kông, Macau, Singapore, Malaysia, Trung Quốc, Thái Lan, Việt Nam và các khu phố Tàu (Chinatown) trên toàn thế giới.

### Đài Loan

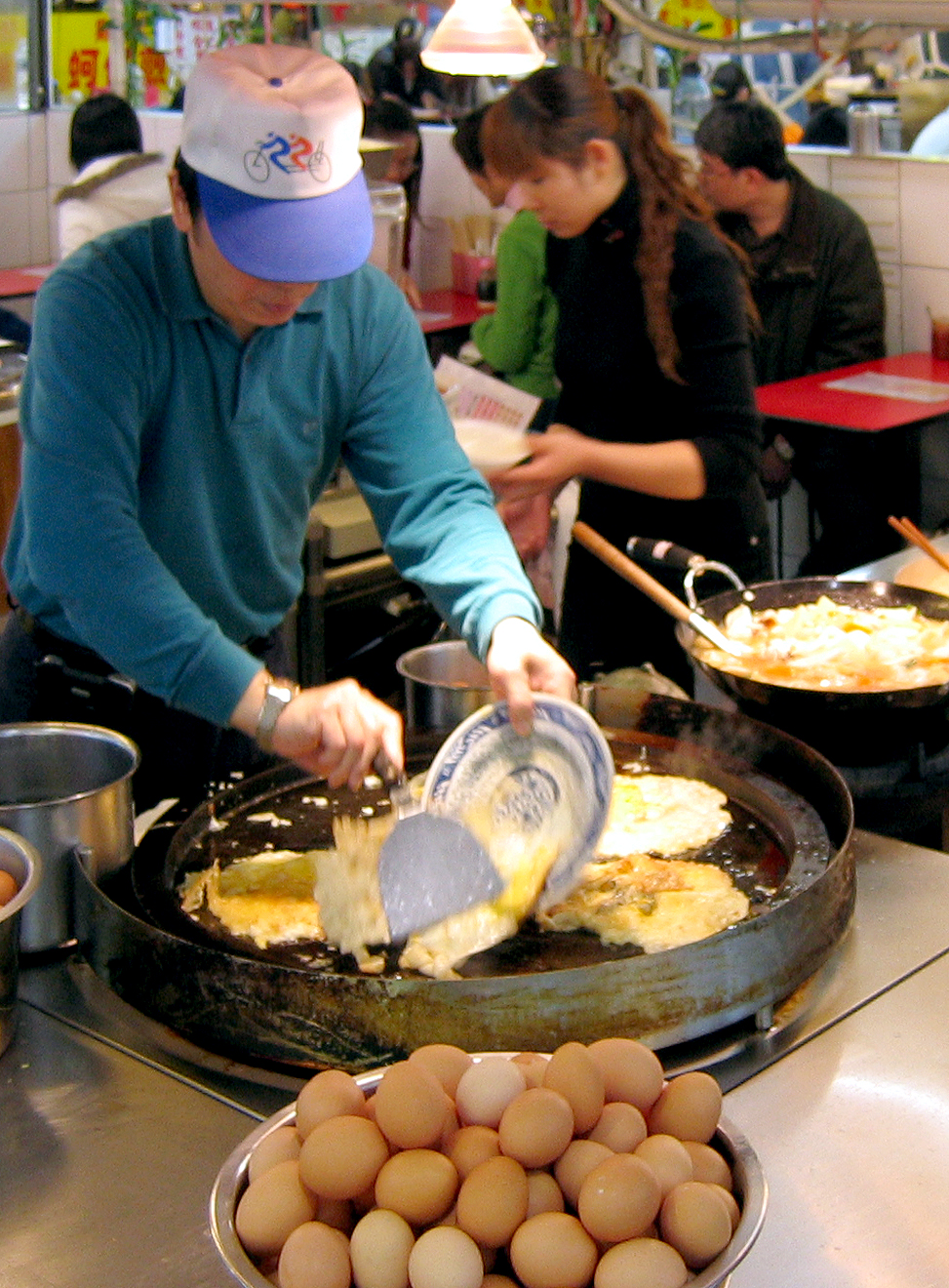
Bán thức ăn trong chợ đêm

Ở Đài Loan thường tổ chức nhiều chợ đêm ở mỗi thành phố lớn. Loại chợ này có thể tự phát hoặc được quy hoạch và được tổ chức thường xuyên, chợ có quy mô với một hỗn hợp của các quầy hàng cá nhân rao quần áo, hàng tiêu dùng, đồ ăn nhẹ, thức ăn nhanh, và đồ uống đặc sản. Bầu không khí thường là đông đúc và ồn ào với người bán hàng rong la hét và âm nhạc có nhịp độ nhanh chơi trên loa phóng thanh. Chợ đêm thường mở cửa khoảng 6 giờ chiều, và đang nhộn nhịp cho đến qua nửa đêm.

### Ở Malaysia, Singapore, Indonesia
Chợ đêm thường được người dân địa phương gọi là Pasar Malam bởi nó có nghĩa đen có nghĩa là chợ đêm. Từ "pasar" liên quan đến từ "chợ" trong Tiếng Ba Tư. Một Malam pasar là một chợ phố ở Malaysia, Singapore và Indonesia mở ra vào buổi tối, thường là trong các khu dân cư, tổ dân phố.
Chợ này tập hợp các quầy hàng thường bán các mặt hàng như trái cây, rau, đồ ăn nhẹ, đồ chơi, quần áo, đĩa phim và đồ trang trí rẻ tiền hay ít nhất là giá cả hợp lý. Một Malam pasar thường diễn ra chỉ có một đến vài ngày trong tuần.

### Bắc Mỹ
Chợ đêm cũng được tổ chức tại các khu vực khác nhau của Bắc Mỹ để ăn mừng văn hóa Trung Hoa. Nhiều tổ chức sinh viên người Mỹ gốc Đài Loan tổ chức các sự kiện chợ đêm hàng năm để bầu không khí vui vẻ và tôn vinh nền văn hóa độc đáo của chợ đêm. Trong phố Tàu ở San Francisco, một chợ đêm lớn với gần 100 gian hàng diễn ra mỗi thứ bảy mùa thu ở Quảng trường Portsmouth. Trong khu phố Tàu ở Vancouver, British Columbia, chợ đêm lớn diễn ra mỗi Thứ Sáu, Thứ Bảy và Chủ Nhật từ tháng năm kéo đến tháng chín.

### Ở Việt Nam
Với những người có thu nhập thấp thì chợ đêm thời trang là một nhu cầu thiết yếu, thích hợp cả về không gian, thời gian lẫn túi tiền. Chợ đêm thời trang là nét đặc trưng trong đời sống của người Thành phố Hồ Chí Minh. 

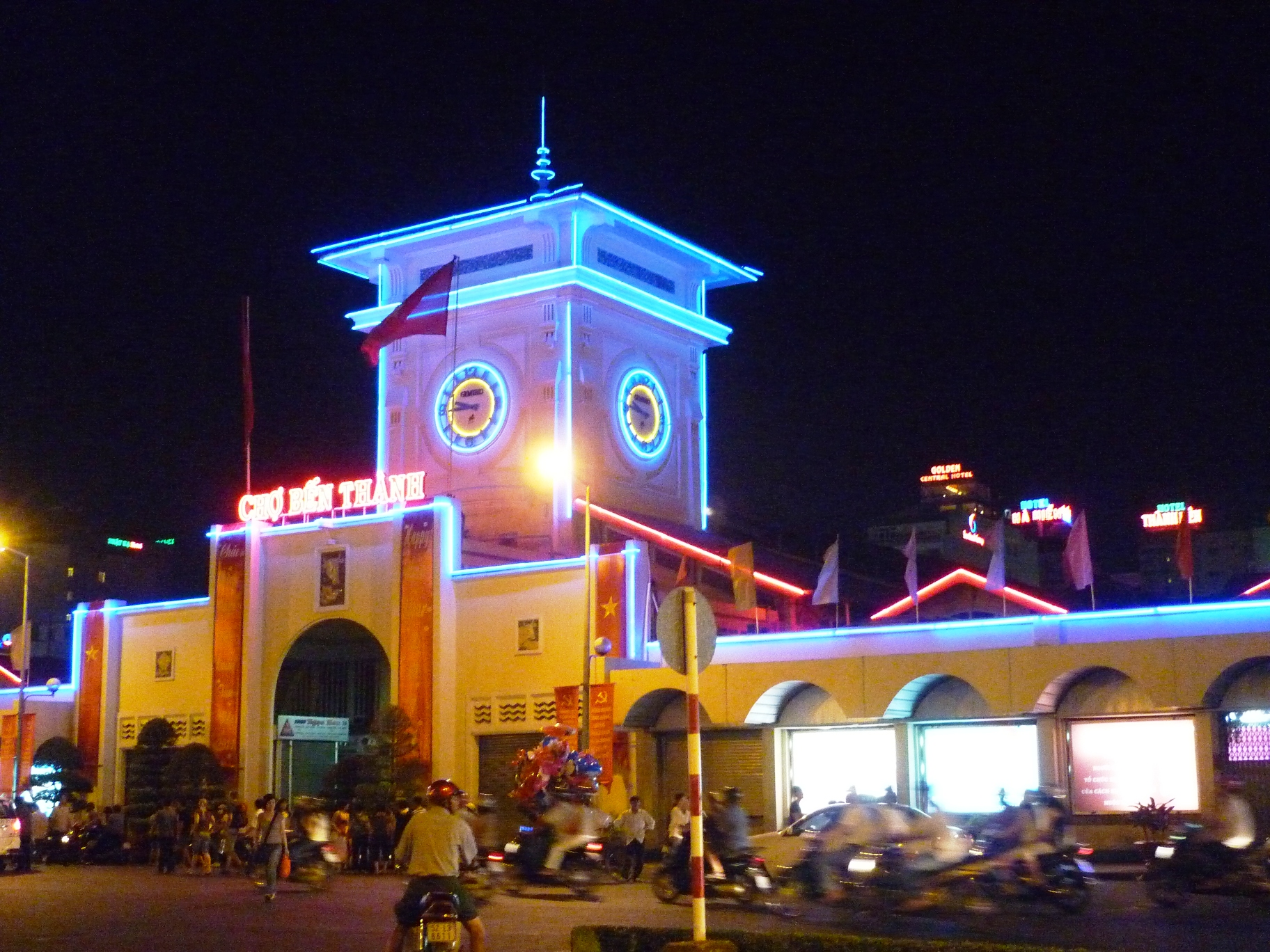
Chợ Bến Thành về đêm rất vắng khách

Trong đó, chợ Bà Chiểu vào những buổi chiều tối thu hút nhiều người dừng chân ghé lại. Hàng hoá đa số là thời trang dành cho các bạn gái trẻ. Áo sơmi, áo thun, quần jeans, đồ bộ, thắt lưng, giỏ xách, trang sức, kẹp tóc, lập lắc... Người mua kẻ bán tấp nập. Chợ đêm Bà Chiểu nổi tiếng là bán đắt hàng nhất, vì chợ nằm ở trung tâm quận Bình Thạnh và có rất nhiều mặt hàng tương đối đẹp. Chợ thường họp khoảng 6h chiều đến 10h đêm.
Ngoài ra còn có chợ Kỳ Hoà, không khí thoáng đãng hơn. Chợ được quy hoạch có trật tự, từng gian hàng nối tiếp nhau thành 1 dãy dài. Hàng tuy nhiều nhưng ít đặc sắc. Chợ đêm Bến Thành lại rất vắng khách, bởi lẽ giá ở đây đắt hơn vì đối tượng phục vụ không chỉ người Việt mà còn có cả khách du lịch nước ngoài. Áo thun Việt Nam giá 70-80.000 đồng, áo thun nhập ngoại 150-200.000 đồng. Có lẽ chợ bình dân nhất, chủ yếu dành cho công nhân lao động là chợ Hạnh Thông Tây (Gò Vấp), chợ mới khánh thành cách đây không lâu và hoạt động tấp nập về đêm. Hàng bán ở các chợ đêm thời trang thường lấy từ các chợ đầu mối như chợ An Đông, Chợ Lớn, chợ Tân Bình. Những người bán hàng ở các chợ đêm thường là những người lao động nhỏ.
Ở Hà Nội, hằng đêm một số tuyến phố đi bộ vẫn đông chật người và các chợ đêm cũng rất nhộn nhịp. Một số chợ đêm ở Việt Nam thường bày bán các mỹ phẩm, hàng thời trang giá rẻ và thường là hàng giả việc bày bán rất lộn xộn, lấn chiếm của lòng lề đường, lấn chiếm cả hè phố đêm.
Ở một số nơi khác, sau những ngày đầu buôn bán nhộn nhịp, chợ đêm thị xã Tây Ninh rơi vào cảnh ngày càng thưa thớt dần, rồi ế ẩm. Từ hơn 80 quầy, đến nay, chỉ còn 18 quầy thực bán. Ở Hội An có mô hình ban đầu chợ đêm phố cổ được mở ra với mong muốn tái hiện không gian sinh hoạt đậm chất văn hóa phố cổ để trở thành một trung tâm du lịch của Thủ đô. tuy nhiên, kỳ vọng này vẫn chưa đạt được mà chợ đêm còn có chiều hướng biến tướng, xuống cấp. Ở Cần Thơ có chợ đêm Cần Thơ trên bến Ninh Kiều.